# Cratere Anderson
Anderson è un grande cratere lunare di 105,33 km situato nella parte nord-occidentale della faccia nascosta della Luna.
Il cratere è dedicato all'astronomo statunitense John August Anderson.

## Crateri correlati
Alcuni crateri minori situati in prossimità di Anderson sono convenzionalmente identificati, sulle mappe lunari, attraverso una lettera associata al nome.
| Anderson | Coordinate             | Diametro (in km) |
| -------- | ---------------------- | ---------------- |
| E        | 16°58′48″N 173°31′48″E | 28,23            |
| F        | 16°16′48″N 173°48′00″E | 44,96            |
| L        | 14°42′36″N 171°07′48″E | 14,15            |